# Osterpinze

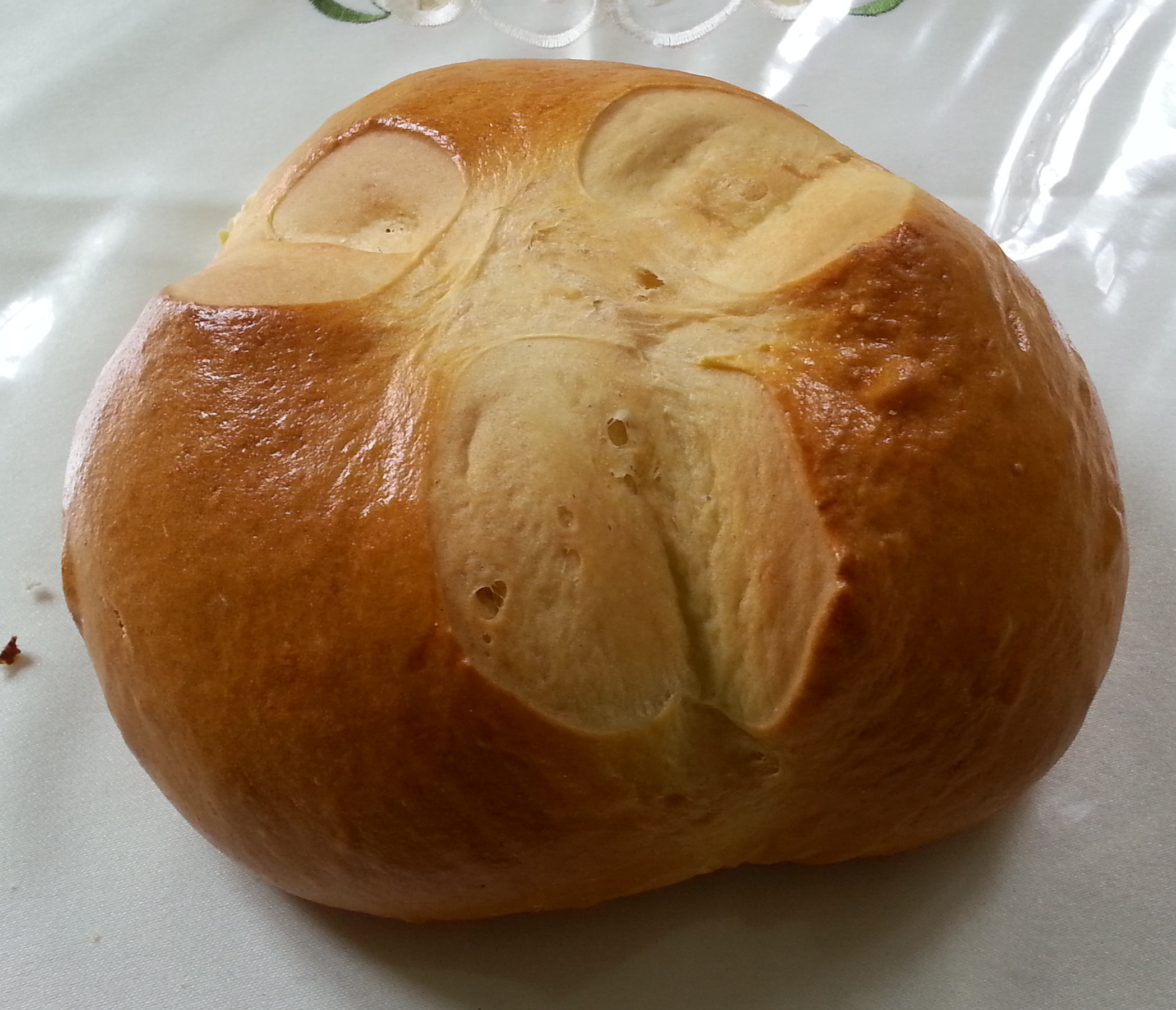
Eine Osterpinze

Die Osterpinze (regional auch Pinze, Pinza) ist eine traditionelle südösterreichische, slowenische und kroatische Ostermehlspeise aus Germteig.
Ihren Ursprung hat die Osterpinze im Veneto und im Friaul. Die pinza (im venet. Dialekt pinsa) ist dort ein traditionelles Gebäck der Weihnachts- und Neujahrszeit. Der Name hat wohl dieselbe Wurzel wie das Fladenbrot Pita und die Speise Pizza (sowie deutsch Bissen), wurde aber der Wortfamilie von lateinisch pinsere ‚stampfen, kneten, quetschen‘ und italienisch pinza ‚Zange, Schere‘ (vgl. Pinzette) angeglichen – der Teigballen wird mit der Schere eingeschnitten und erhält so die typische Form. Aus dem Friaul wurde ihr Rezept Mitte des 19. Jahrhunderts über die angrenzende, damals österreichische, Grafschaft Görz nach Graz gebracht. Daher wird sie auch Görzer Pinze genannt, und daher stellt die Steiermark ihr österreichisches Zentrum dar.
Die Pinze wird nur in der Vorosterzeit produziert. Zur traditionellen Fleischweihe am Karsamstag wird ein Korb mit frisch geselchten Würsten, Eiern, Kren, Osterbrot und Pinzen mit einem Ostertuch abgedeckt geweiht.
Die Pinze wird zu den Osterfeiertagen zum Osterfleisch als Brot verzehrt. Außerdem macht man aus alten Pinzen Pofesen, Scheiterhaufen und ähnliche Semmelspeisen.

## Medien
- Osterzeit mit Harry Prünster. Kultureller Streifzug. Harald Prünster, ORF, Folge Österreichische Brauchtümer und kulinarische Schmankerln 2007 (ORF Programmarchiv), Stubenberg im Apfelland 2008 (Interview mit Maria Stelzer; ORF 2 16. März 2010 15:45, derneue.orf.at; TW1 31. März 2010 10:30, texxas.de).